# 阿伽陀
阿伽陀，又译为阿羯陀、恶揭陀等，在梵语中为解毒药之意。研究阿伽陀的毒物学（ ）是印度传统医学的八医之一。印度古代还将医学称为阿伽陀吠陀（ ）。
佛教中常将佛陀比喻为“大医王”，而佛教教义则被喻为能解众生之毒的阿伽陀。
陈寅恪曾在其《〈三国志〉、〈曹冲〉、〈华佗传〉与佛教故事》一文中提出，华佗的故事可能来源于印度，“华佗”二字古音与gada相近，或为阿伽陀（agada）的简称。